# 皮薩倫基 (波爾塔瓦區)
49°30′35″N 34°18′2″E / 49.50972°N 34.30056°E
皮薩倫基（烏克蘭語：Писаренки），是烏克蘭的村落，位於該國中部波爾塔瓦州，由波爾塔瓦區負責管轄，分別距離克利緬基1公里和特韋爾多赫利比1.5公里，海拔高度94米，2001年人口72。